# IMAM Ro.37
El IMAM Ro.37 era un biplano monomotor de reconocimiento y bombardeo ligero, diseñado y producido a partir de 1934 por la firma OFM - Aeroplani Romeo más tarde (1936) IMAM. El avión entró en servicio operativo por primera vez en la Segunda guerra italo-etíope (1935-1936) y en la guerra civil española (1936-1939), y durante la Segunda Guerra Mundial estuvo presente en casi todos los frentes, excepto Rusia y el Canal de la Mancha. Reemplazó al Ro.1 como el principal avión de reconocimiento de la Regia Aeronautica, y siendo además empleado con éxito como avión de ataque al suelo. Los Ro.37 tuvieron un cierto éxito de exportación, y fueron utilizados, en su mayoría en pequeño número por las fuerzas aéreas de Afganistán, Austria, Ecuador, España, Hungría y Uruguay.

## Diseño y desarrollo

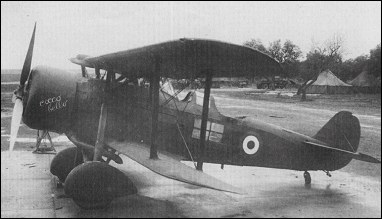
Ro.37bis. Versión principal de producción con el motor radial Piaggio Stella

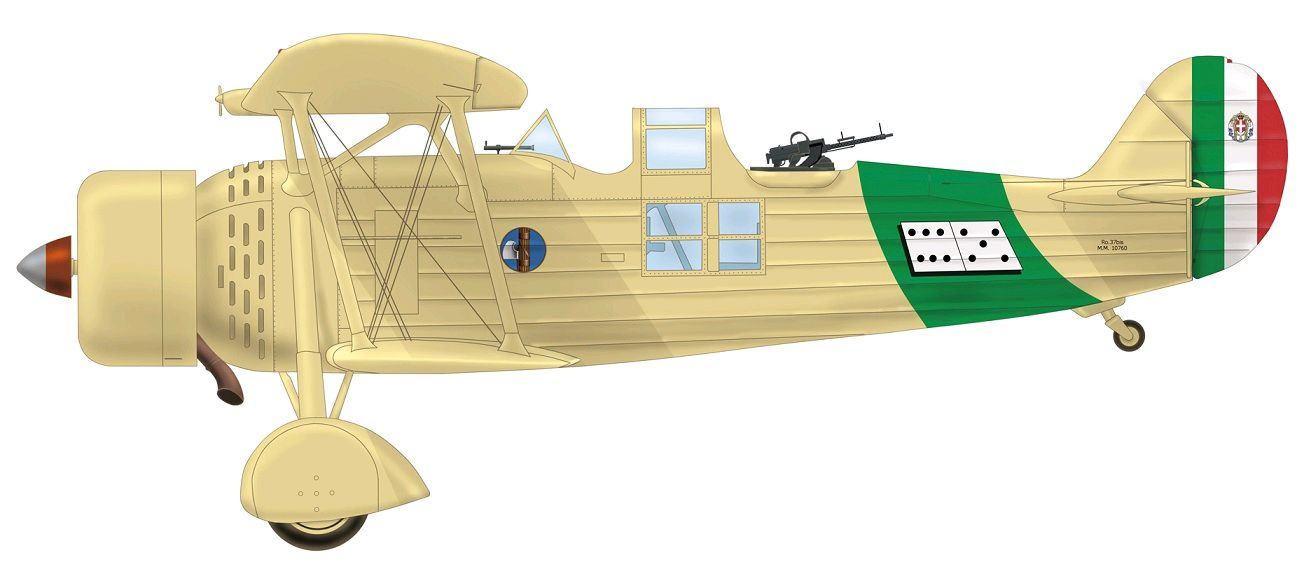
IMAM Ro.37bis de la 105.ª Squadriglia AOI, en la Segunda guerra italo-etíope

La Regia Aeronautica organizó un concurso para un avión de reconocimiento ligero y otro modelo más pesado. El primero debía alcanzar una velocidad máxima de 350 km/h, cinco horas de autonomía, estar armado con tres ametralladoras y un surtido de bombas pequeñas, blindaje y tener la capacidad de operar desde aeródromos improvisados. El avión más pesado debía tener una velocidad máxima de 325 km/h, al menos 1300 km de autonomía, un techo de 7000 m, ascender a 5000 m en 19 minutos, tres tripulantes, cinco armas, una ala alta y otros detalles.
A partir de 1932 se construyó un número limitado del OFM Ro.30, un Ro.1 mejorado, triplaza con cabina cerrada para el piloto y el observador, una torreta defensiva y propulsado por un motor radial. Fue rechazado y no fue elegido para la producción en serie; con solo 220 km/h de velocidad máxima y cinco horas de autonomía, una velocidad de ascenso a 4000 m en 20 min, contaba con tres armas; aún así, algunos aviones entraron en servicio con los escuadrones de reconocimiento de la Regia Aeronautica. 
Aun así, OFM a pesar del modesto éxito del Ro.30 diseñó un nuevo avión, el Ro.37. Este, era un biplano biplaza de construcción mixta, propulsado por un motor en línea V12 Fiat A.30 R.A. de 447 kW (600 hp) que movía una hélice de madera bipala. Alcanzó los 300 km/h y quizás incluso más con este motor, que era el mismo instalado en el caza Fiat CR.32. El Ro.37 tenía un techo de 7000 m, un ascenso a 3000 m en 11 min., una autonomía de 1200 km, tres ametralladoras (dos fijas en el morro y una dorsal), doce bombas de 15 kg y buena agilidad. Similar estéticamente al Hawker Hind con motor radial Bristol Jupiter; sin embargo, su rendimiento fue similar al del Westland Lysander posterior, aunque el diseño británico contemporáneo era el Hawker Hector. 
En conjunto, el Ro.37 poseía una notable autonomía y una discreta velocidad horizontal y de ascenso, lo que permitió evoluciones acrobáticas. El prototipo, registrado con las marcas militares MM.220 se construyó en las instalaciones de la Società Anonima Industrie Aeronautiche Romeo -a partir de 1936 IMAM-, y voló por primera vez desde su aeródromo el 6 de noviembre de 1933, a los mandos del piloto de pruebas Nicolò Lana.
El Ro.37 más tarde fue equipado con el motor radial Piaggio Stella P.IX de 600 hp (447 kW). La mejor fiabilidad de este motor se consideró más deseable, por lo que esta fue la versión principal producida designada Ro.37bis.
El fuselaje se realizó con técnica mixta; estructura en tubos de acero al cromo-molibdeno soldados cubiertos con paneles de duraluminio hasta la posición trasera de la cabina y, continuando, en lona; se caracterizó por dos cabinas abiertas en tándem, la parte delantera para el piloto y la trasera para el observador/artillero, equipado con controles duales. IMAM se ocupó de la misión principal de reconocimiento de largo alcance al proporcionar un alojamiento inusualmente cómodo y bien iluminado para el navegante y su mesa de cartas en el espacio entre las dos cabinas abiertas; este espacio estaba iluminado por una cubierta superior, que también protegía el montaje de la ametralladora dorsal de la corriente de aire, y por grandes ventanas laterales acristaladas que se podían abrir cuando se deseaba. La parte trasera terminaba en una disposición clásica realizada con una técnica mixta, con tallos individuales y planos horizontales reforzados con montantes de tubo de acero. 
La configuración del ala era biplano sesquiplana, ambas con un plano rectangular con conexiones ahusadas en los extremos, con el ala superior, la única equipada con alerones, colocada en parasol y con una envergadura de 11,08 m contra sólo 9,39 m de la inferior, montada bajo el fuselaje; su estructura estaba realizada con una técnica mixta, tres largueros en duraluminio combinado con nervaduras de madera, recubierto con lona o láminas de madera contrachapada. Las alas estaban conectadas entre sí mediante dos robustos puntales integrados por varillas de unión en cable de acero mientras que la sección central superior estaba conectada al fuselaje con dos juegos de montantes y dos cruceros.
El tren de aterrizaje era de tipo simple convencional, fijo, con elementos delanteros con ruedas independientes con amortiguadores y frenos neumáticos que podían operarse por separado  y una rueda de cola ajustable.
La propulsión se confió, en la versión Ro.37, al motor Fiat A.30 R.A.bis, un motor V12 refrigerado por líquido alimentado con gasolina de aviación de bajo octanaje, equipado con un radiador colocado en el parte inferior, y capaz de entregar una potencia de 447 kW (600 hp) y combinada, a través de una reducción, con una hélice de madera bipala con paso variable en vuelo. Estaba provisto de cuatro depósitos de combustible, dos colocados en la estructura del fuselaje y dos entre las dos medias alas superiores, con una capacidad total de 724 l.
El equipo incluía instalación de oxígeno, un transmisor-receptor de radio y una cámara Aerofoto Planimétrica OMI tipo AGR61 formato 13 x 18.
El armamento consistía en un par de ametralladoras Breda-SAFAT calibre 7,7 mm fijas (para alguna fuente calibre 20 mm) con cargadores de 500 disparos por arma y complementados por otra Breda-Safat 7,7 mm en montura flexible operada desde la cabina del observador. También podía transportar 180 kg de bombas de 36 kg o, alternativamente, 72 de 2 kg en la zona ventral.
La aeronave se fabricó hasta 1939 con un total de 569 ejemplares (237 Ro.37 y 332 Ro.37bis), y hacia 1940  la Regia Aeronautica tenía 17 escuadrillas equipadas con esta máquina. De hecho, el Ro.37 continuó siendo utilizado como avión de reconocimiento durante años, ya que su reemplazo, el Caproni Ca.311, resultó insatisfactorio.
Los Ro.37 también fueron ampliamente exportados (diez a Uruguay, 16 a Afganistán, 14 a Hungría, ocho a Austria y uno a Ecuador) y aproximadamente 280 estaban en servicio en 1940, en treinta escuadrillas, con un total de 215 aviones. Algunos estuvieron en servicio hasta 1943 e incluso más tarde. 
Eran muy vulnerables, pero en la Segunda Guerra Mundial, Italia no tenía recursos suficientes para producir un mejor avión de observación, ni siquiera el IMAM Ro.63, un avión, similar al Fieseler Fi 156 Storch, cuyas prestaciones eran mejores que las del Fi 156, con velocidad y autonomía superiores, y solo capacidades STOL ligeramente inferiores.

## Historia operacional
El Ro.37 sirvió como equipo estándar en las Squadriglia da Osservazione Aerea durante muchos años. Sin embargo, en particular en el frente africano, el avión se utilizó en otros cometidos, incluido el apoyo táctico. La 103.ª Squadriglia, fue equipada con este avión a mediados de 1935 y rápidamente fue empleado en Etiopía durante la Segunda guerra italo-etíope. En diciembre de 1935, esta unidad fue enviada a la Somalia Italiana y, finalmente, otras cuatro,fueron enviadas a este teatro, las squadriglie 105, 108, 109 y 110, con un total de diez Ro.37 y 41 Ro.37bis. Con el final de las operaciones, la 110.ª permaneció en aquel teatro, desplegada en tareas de contrainsurgencia y sirviendo de refuerzo a guarniciones aisladas.

### España

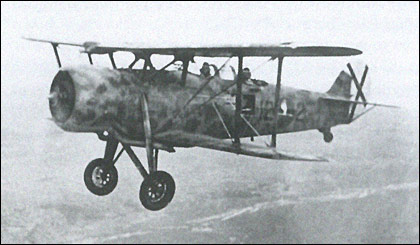
Ro.37bis del Grupo 4-G-12 de la Aviación Nacional

Mientras tanto, el Ro.37 también sirvió en la guerra civil española en las filas de la Aviación Nacional y de la Aviazione Legionaria. El 29 de septiembre de 1936 llegan al puerto de Vigo, a bordo de la motonave "Aniene" los diez primeros Romeo Ro.37bis; estos aviones estaban propulsados por el motor radial de nueve cilindros Piaggio Stella P.IX R.C.40 de 600 hp de potencia, siendo desde allí enviados al Aeródromo Militar de Tablada , Sevilla, donde son ensamblados y puestos a punto; el 20 octubre, se reciben otras once unidades y en sucesivas entregas la aviación nacionalista habría de recibir un total de sesenta y siete aparatos, de los que los últimos dieciocho irán dotados del más potente motor radial de nueve cilindros Piaggio P.X RC.35 de 640 hp en despegue.
Fueron utilizados en gran variedad de tareas, entre ellas como aviones de asalto táctico con resultados muy satisfactorios.
El Ro 37bis entró en combate por primera vez en España, donde era el favorito de las unidades especializadas de ataque terrestre denominado en cadena , especialmente el Grupo 4-G-12 de la Aviación Nacional y la 120.ª Squadriglia, XXII Grupo Autonomo "Linci" de la Aviazione Legionaria. La cadena era una táctica que permitía la defensa mutua contra el ataque de los cazas y, lo que es más importante, un fuego casi continuo contra el objetivo terrestre elegido.  Las versiones biplazas también se utilizaron como cazas pesados, lo que brindó protección a los bombarderos Savoia-Marchetti S.M.81 de los Polikarpov I-15 republicanos. No existe constancia de que consiguieran ningún derribo. Finalizada la contienda, quedaron operativos 37 aviones, que son destinados a la Escuela de Caza de Jerez; los últimos fueron dados de baja en agosto de 1943.

### Segunda Guerra Mundial
Cuando Italia entró en la II Guerra Mundial, la Regia Aeronautica contaba con aproximadamente 283 Ro.37 y 200 Ro.37bis, aunque en ese momento solo había unos 150 en servicio. Durante la apresurada y tardía invasión italiana de Francia, los Ro.37 operaron en su función original de reconocimiento, sin verse obstaculizados en gran medida por los pocos cazas franceses que todavía estaban operativos después del ataque de la Luftwaffe. El Ro.37bis fue ampliamente utilizado en las posesiones africanas de Italia durante los primeros años de la guerra. Las fuerzas aisladas y carentes de aviones y municiones en el África Oriental Italiana utilizaron sus pocos Ro.37 para todo tipo de funciones, desde bombardeos hasta combates y enlace, junto con los escasos cazas Fiat CR.32 y CR.42, hasta que fueron superados por las fuerzas terrestres y aéreas de la Commonwealth que avanzaban desde Kenia y el Sudán.
En el Norte de África, este tipo se encontró con frecuencia al principio durante la Campaña del Desierto Occidental sobre la Libia italiana; la llegada a ese teatro de operaciones de los nuevos cazas monoplanos oponentes, y las duras condiciones operativas redujeron rápidamente su número.También encabezaron las desafortunadas actuaciones italianas durante la invasión de Yugoslavia y Guerra greco-italiana , operando desde bases en la Albania controlada por Italia. De hecho, los Ro.37 con motor Fiat se mantuvieron en las zonas por ellos controladas mucho después de que hubieran desaparecido de los otros teatros de operaciones. Volaron en patrullas y ataques contra los partisanos en los Balcanes hasta la capitulación italiana en 1943.

## Variantes
Ro.37
Biplano de reconocimiento, propulsado por un motor lineal V12 Fiat A.30 R.A. de 600 hp/447 kW
Ro.37bis
Versión de producción mejorada, propulsada por un motor radial de 600 hp Piaggio P.IX R.C.40 o un Piaggio P.X RC.35 de 640 hp
Ro.43
Hidroavión de reconocimiento embarcado y en base terrestre para la Regia Marina. Motor Piaggio P.X R. (150 unidades)
Ro.44
Hidroavión de caza monoplaza para a Regia Marina. Motor Piaggio P.X R  (35 unidades)
Ro.45
Un Ro.37 revisado, propulsado por un motor Isotta-Fraschini Asso XI R.C.40 de 623 kW (835 hp) a 2250 rpm a 4000 m. La velocidad máxima fue aumentada a 325 km/h y el alcance a 2250 km. Diseñado para el reconocimiento lejano y el bombardeo ligero, el único prototipo tenía 10,37 m de largo, 12,32 m de envergadura y voló por primera vez el 10 de diciembre de 1935.

## Operadores
Afganistán
- Fuerza Aérea Afgana. 16 Ro.37bis. Periodo de servicio 1938-1941

 Austria
- Österreichischen Luftstreitkräfte. Ocho Ro.37. Periodo de servicio 1937-1938

 Ecuador
- Servicio Aéreo del Ejército Ecuatoriano. Ocho Ro.37bis. Periodo de servicio 1938-1941

 España
- Aviación Nacional
- Ejército del Aire de España. 68 Ro.37bis. Periodo de servicio 1936-1945

 Hungría
- Magyar Királyi Honvéd Légierő (Real Fuerza Aérea del Ejército Húngaro). 14 Ro.37bis. Periodo de servicio 1939-1941

 Italia
- Regia Aeronautica
- Corpo Truppe Volontarie - CTV - Aviazione Legionaria

 Uruguay
- Aeronáutica Militar. Seis Ro.37bis en servicio en el período 1937-1941

## Especificaciones técnicas (Ro.37bis)
Referencia datos: Enciclopedia Ilustrada de la Aviación Vol.9 págs.2193- 2194 Edit. Delta, Barcelona 1984 ISBN 84-85822-74-9

### Características generales
- Tripulación: Dos (piloto y observador)
- Longitud: 8,6 m (28,3 ft)
- Envergadura: 11,08 /9,39 m
- Altura: 3,15 m
- Superficie alar: 31,35 m²
- Peso vacío: 1590 kg
- Peso máximo al despegue: 2425 kg
- Planta motriz: 1× motor radial de 9 cilindros sobrealimentado Piaggio Stella P.IX RC.40.
  - Potencia: 447 kW (616 HP; 608 CV)
- Hélices: Tripala

### Rendimiento
- Velocidad nunca excedida (Vne): 330 km/h a 5000 m
- Alcance: 1120 km (605 nmi; 696 mi)
- Techo de vuelo: 7266 m (23 839 ft)
- Tiempo a altitud: 10 min 59 s a 3000 m

### Armamento
- Ametralladoras: 3× Breda-SAFAT cal. 7,7 mm
- Bombas: 36 de 5 kg o 90 de 2 kg en afustes subalares y ventrales

| Motor                      | Longitud | Peso vacío/máx. | Velocidad | Ascenso a 4000 m | Techo  | Autonomía |
| -------------------------- | -------- | --------------- | --------- | ---------------- | ------ | --------- |
| Fiat A.30 R.A.             | 8,62 m   | 1563 / 2425 kg  | 325 km/h  | 9 min 5 s        | 6700 m | 1650 km   |
| Piaggio Stella P.IX R.C.40 | 8,57 m   | 1590 / 2420 kg  | 320 km/h  | 9 min 30 s       | 7500 m | 1300 km   |
| Piaggio P.X R.             | 8,57 m   | 2040 / 2425 kg  | 320 km/h  | 9 min 30 s       | 7500 m | 1300 km   |

## Aviones actualmente existentes

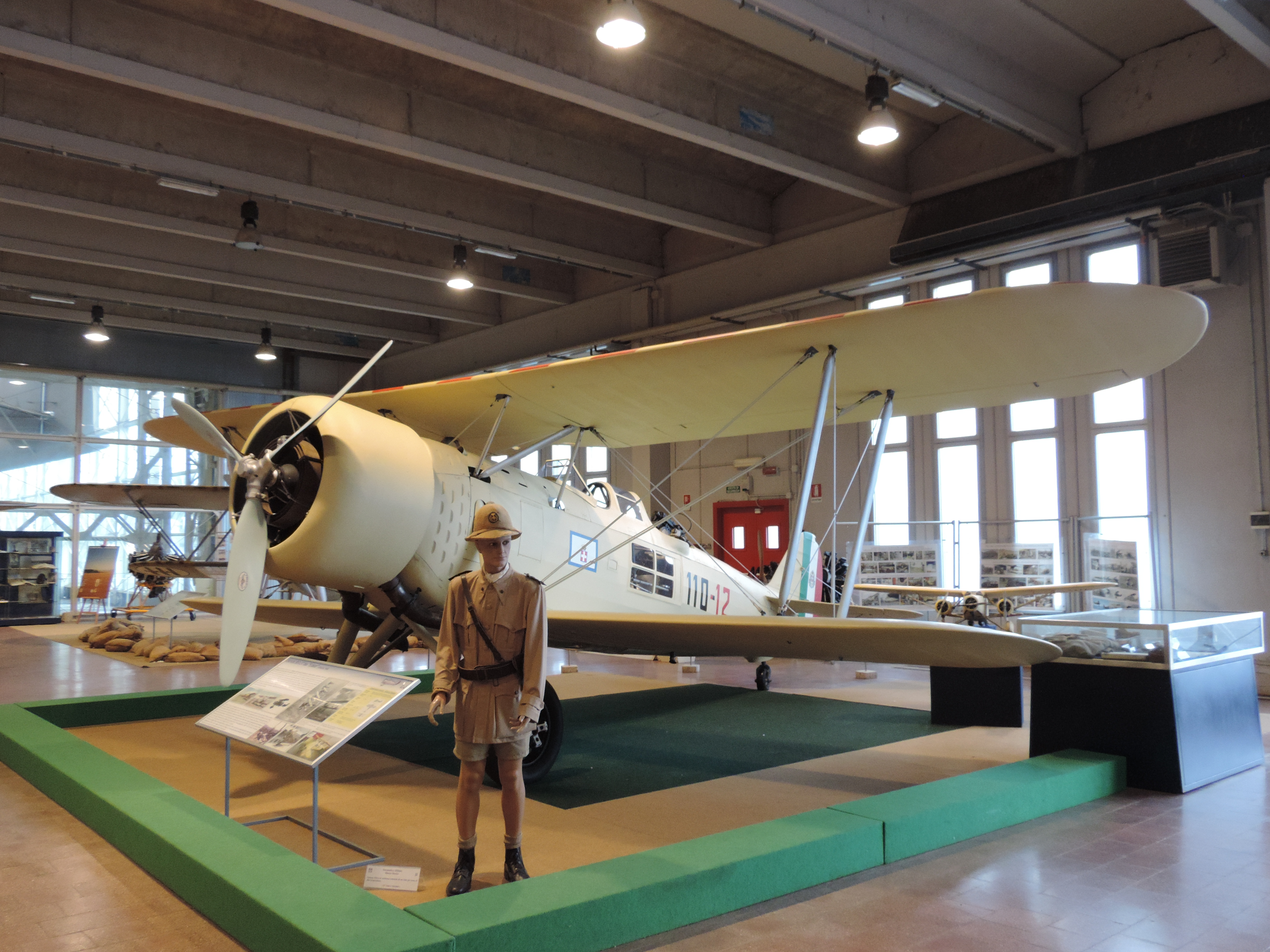
Ro.37bis expuesto en el Museo Histórico de la Fuerza Aérea

En el año 2006 se encontraron en Afganistán en un depósito de chatarra, los restos de algunos ejemplares pertenecientes al extinto Servicio aéreo del Reino de Afganistán; con los que, con una operación de rescate y posterior restauración realizada conjuntamente por las empresas Celin Avio, Finmeccanica, Piaggio Aero Industries y Volandia Parco e Museo del Volo Malpensa, se reconstruyó el ejemplar MM 11341 que fue exhibido en Volandia durante unos meses hasta octubre de 2012. El avión se encuentra actualmente en el Hangar Velo del Museo Storico dell'Aeronautica Militare en Vigna del Mare

## Aeronaves relacionadas

### Secuencias de designación
- Secuencia Ro._ (interna de IMAM): ← Ro.26 - Ro.30 - Ro.35 - Ro.37 - Ro.41 - Ro.43 - Ro.44 - Ro.45 - Ro.51 - Ro.57 - Ro.58→
- Secuencia Numérica (Aeronaves del Ejército del Aire español (1939-1945)): ← 8 - 9 - 11 - 12 - 14 - 15 - 16 →